# Sint-Petrus-en-Paulusbasiliek

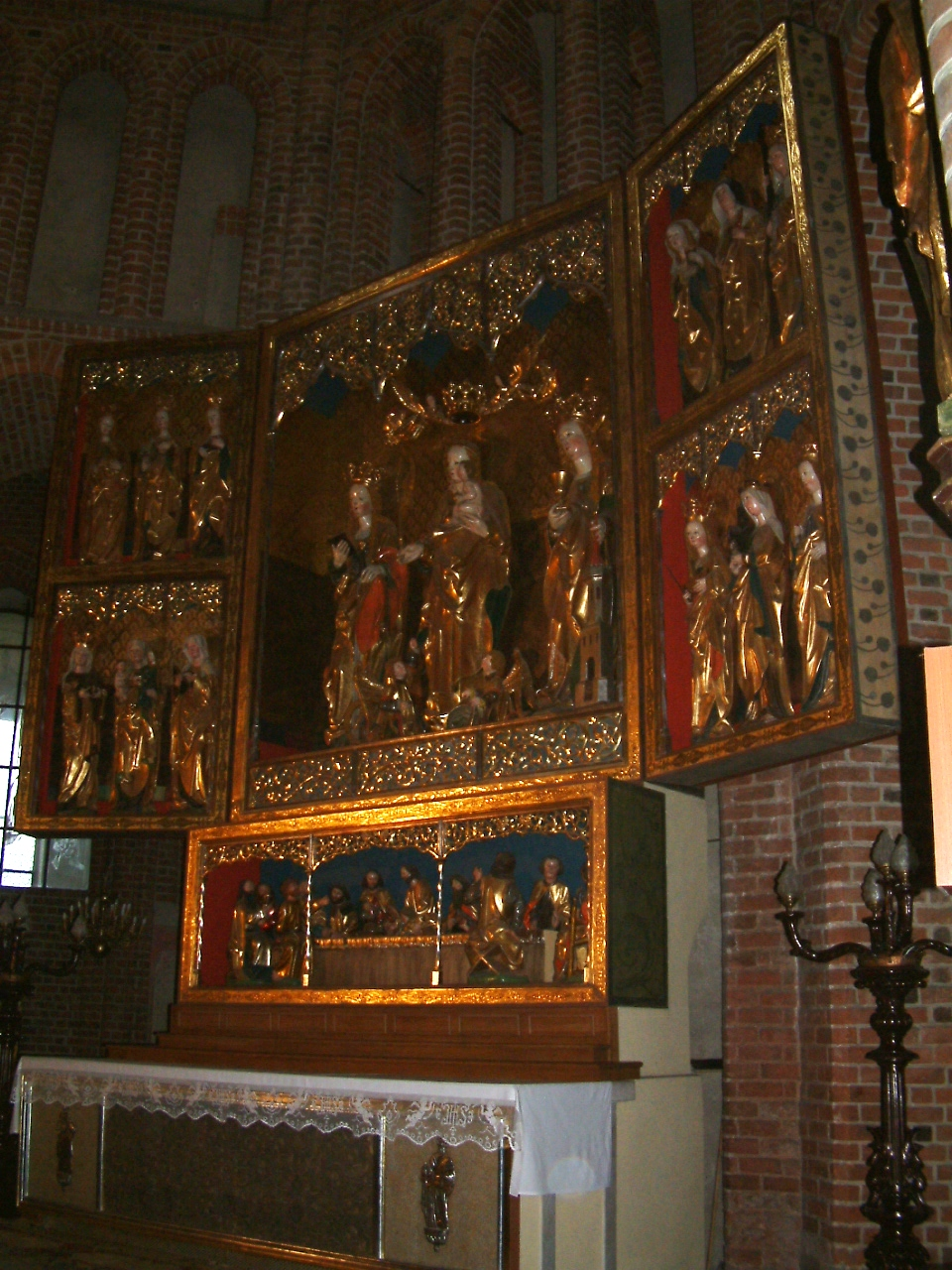
Altaarstuk

De Sint-Petrus-en-Paulusbasiliek (Pools: Bazylika archikatedralna św. Apostołów Piotra i Pawła w Poznaniu, Duits: Posener Dom) is een katholieke kerk, basiliek en kathedraal in Poznań in Polen.
De kerk dateert uit 968 en werd gebouwd in opdracht van Mieszko I. De kerk is gedeeltelijk in gotische stijl opgetrokken. In de loop der eeuwen werd het gebouw door diverse branden geteisterd. De laatste renovatie gebeurde in juni 1956.
De kerk telt twaalf kapellen en heeft een rijk interieur met een altaarstuk en een mooi versierde kansel.